# McDonnell Aircraft Corporation
McDonnell Aircraft Corporation – amerykańska wytwórnia lotnicza z siedzibą w Saint Louis w stanie Missouri, założona w 1939 przez Jamesa Smitha McDonnella. Znana z produkcji samolotów wojskowych, zwłaszcza samolotu F-4 Phantom II oraz załogowych statków kosmicznych wykorzystywanych w programie Mercury i Gemini. 28 kwietnia 1967 przedsiębiorstwo połączyło się z Douglas Aircraft Company, tworząc McDonnell Douglas.

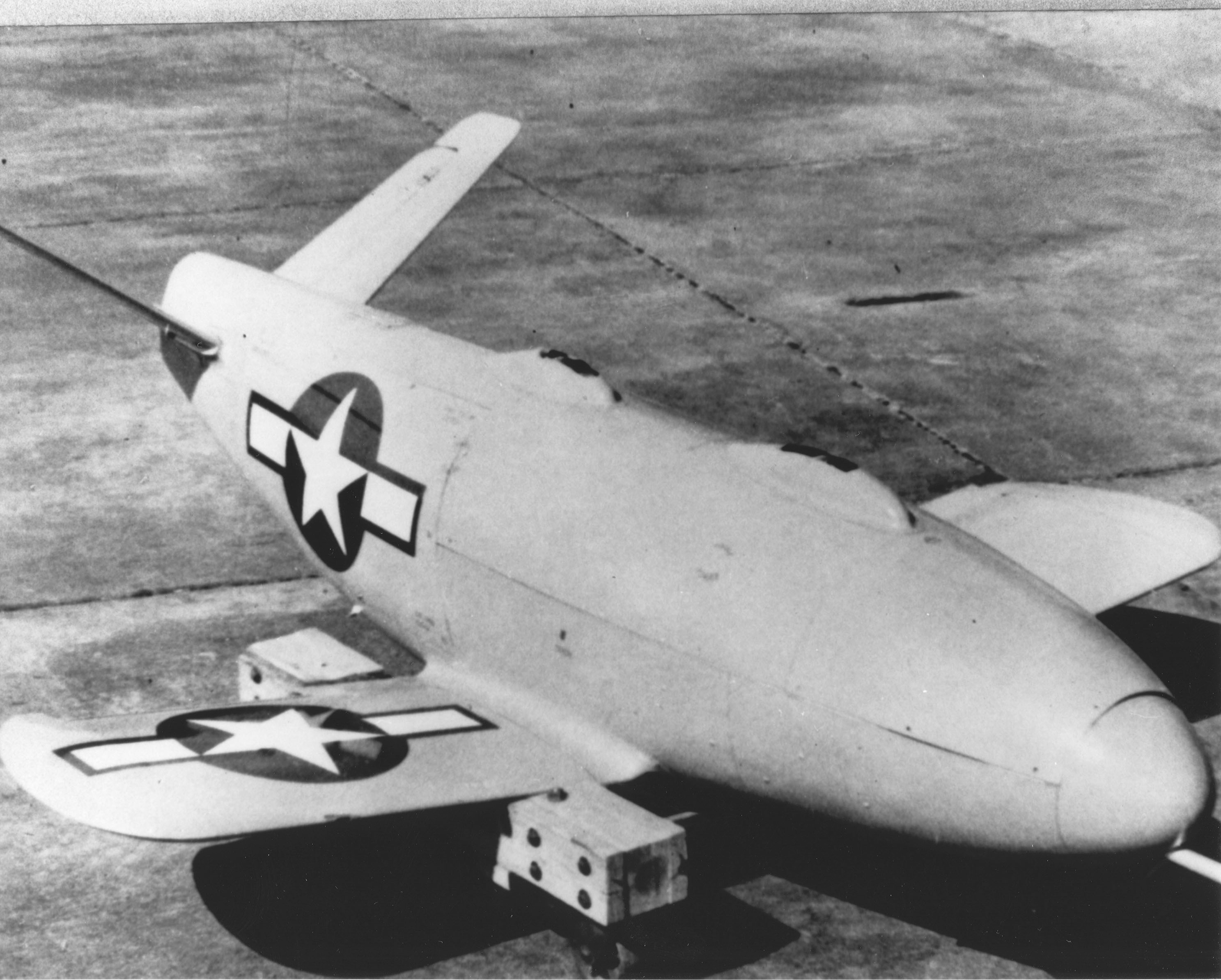
McDonnell LBD-1 Gargoyle

## Historia

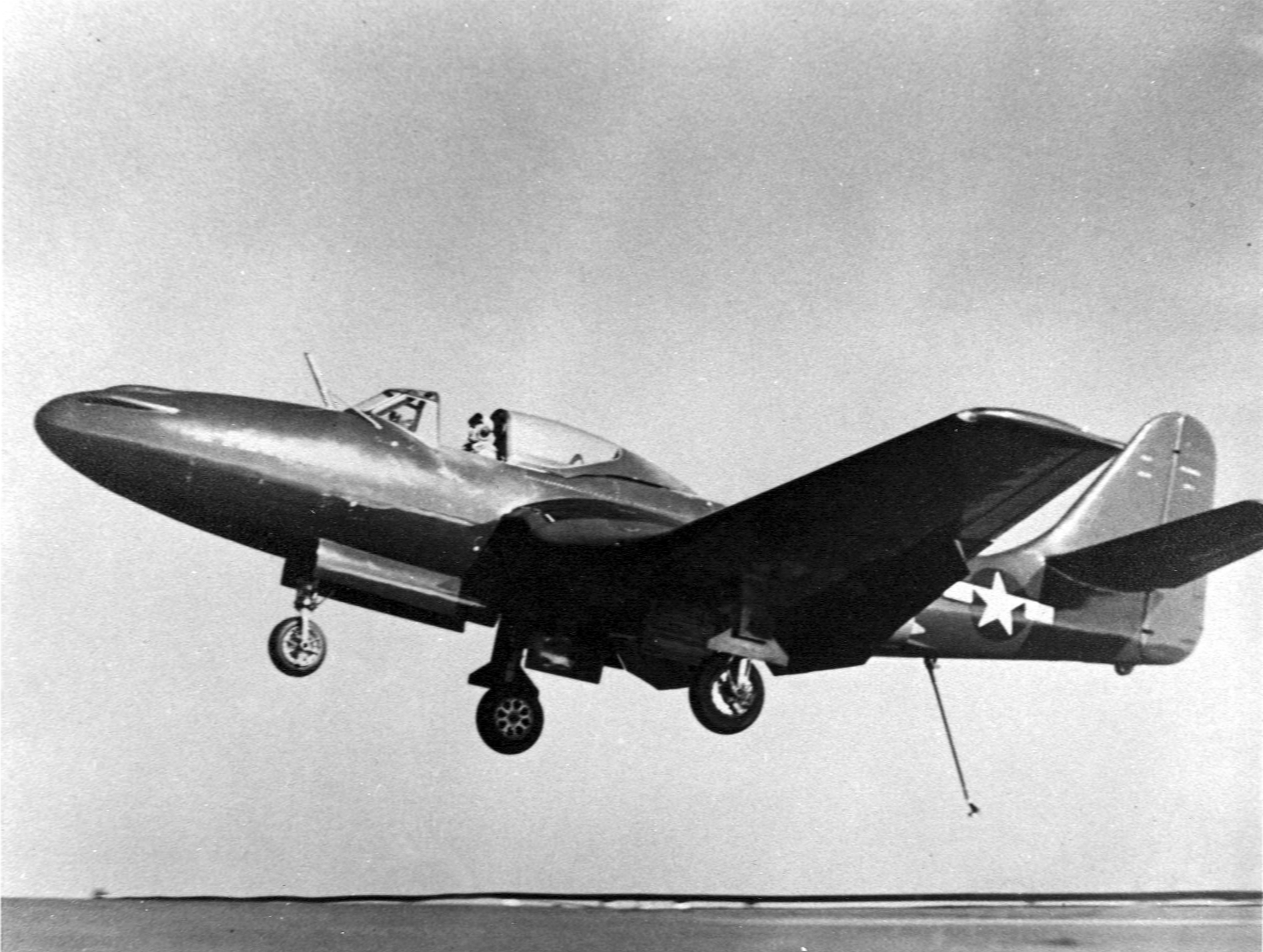
McDonnell FH-1 Phantom

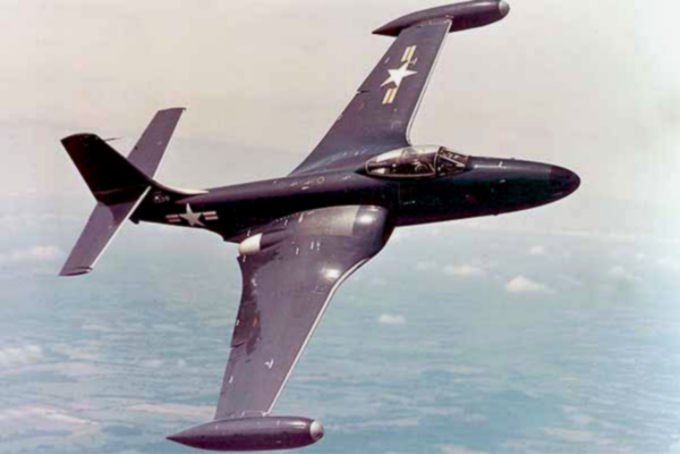
McDonnell F2H Banshee

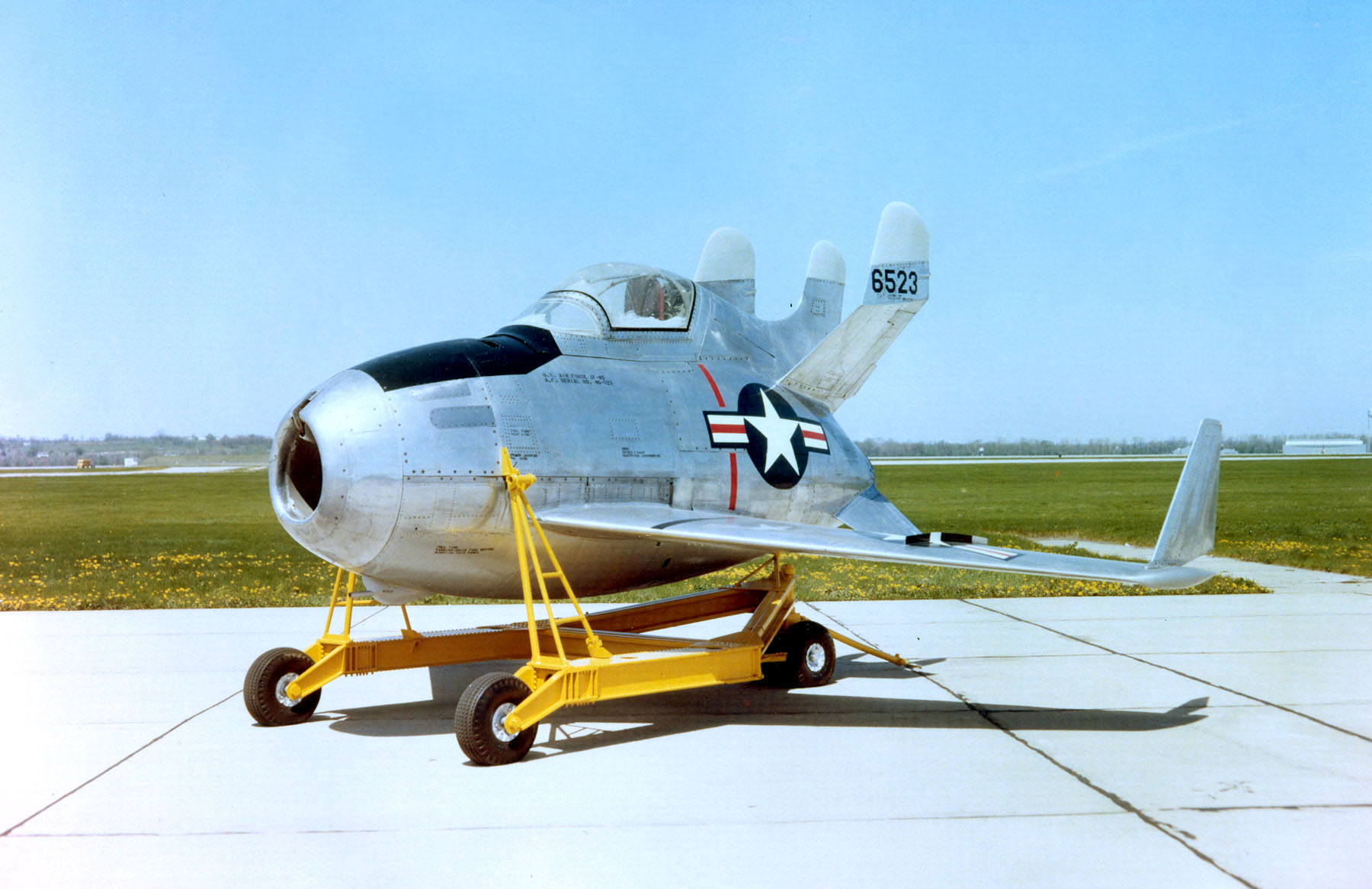
McDonnell XF-85 Goblin

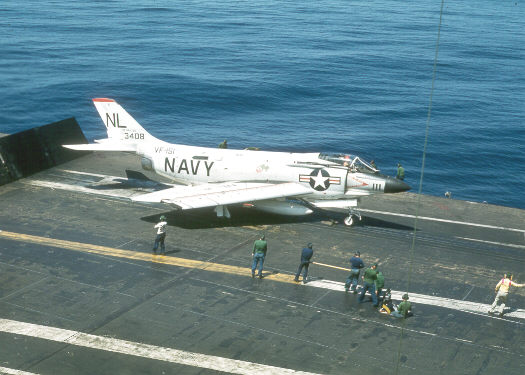
McDonnell F3H Demon

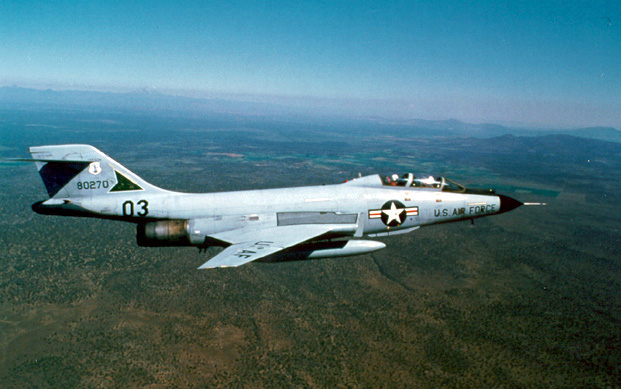
McDonnell F-101 Voodoo

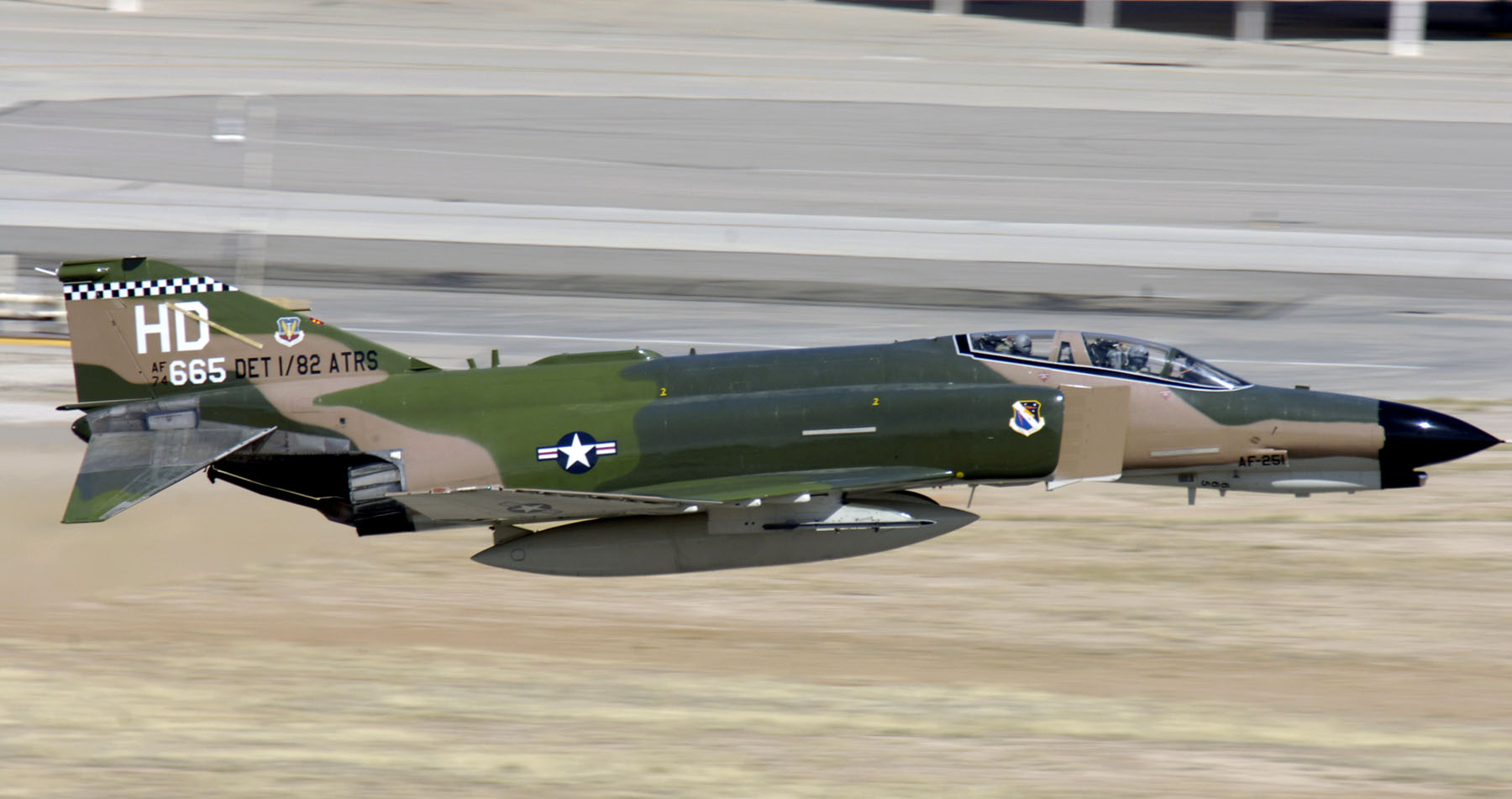
F-4 Phantom II

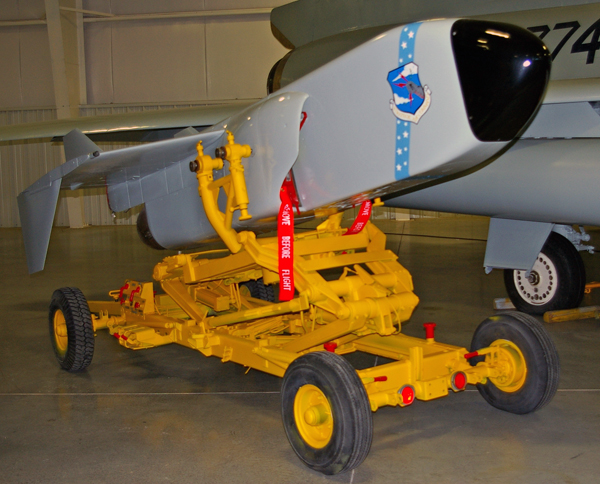
McDonnell ADM-20 Quail

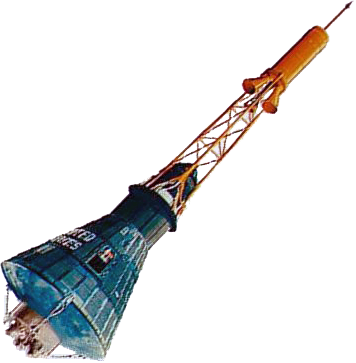
Kapsuła załogowa wykorzystywana w programie Mercury

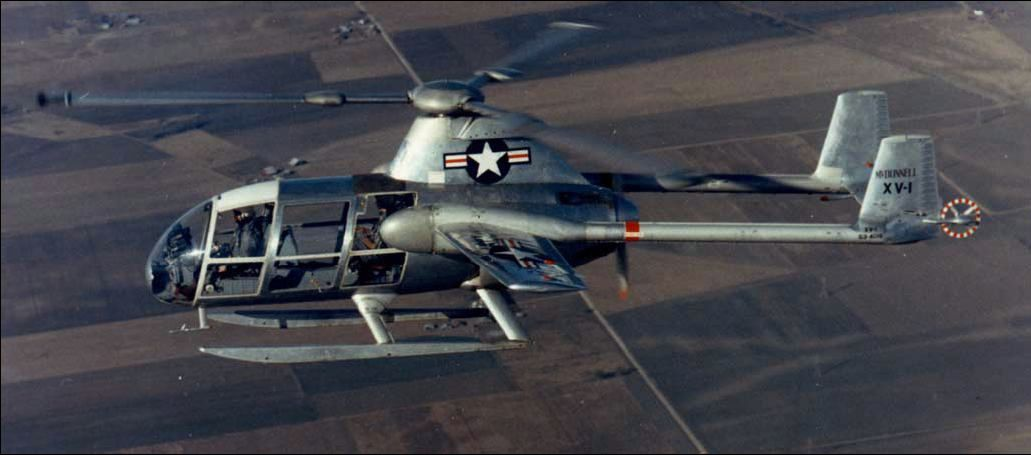
McDonnell XV-1

W 1928 r. James McDonnell założył w Milwaukee przedsiębiorstwo J.S. McDonnell & Associates, zajmujące się produkcją awionetek. Niestety kryzys z 1929 roku pokrzyżował jego plany i McDonnell zajął się pracą w wytwórni Glenn L. Martin Company. 10 lat później, w 1939 r. McDonnell ponownie rozpoczął pracę na własny rachunek, zakładając w Saint Louis własne przedsiębiorstwo McDonnell Aircraft Corporation. II wojna światowa była potężnym impulsem dla rozwoju całego amerykańskiego przemysłu, skorzystał na tym również McDonnell, który powiększył swoje zatrudnienie z 15 osób w 1939 r. do 5000 pod koniec wojny. W tym okresie przedsiębiorstwo było znaczącym producentem części zamiennych do amerykańskich samolotów. Przystąpiono również do projektowania własnego samolotu myśliwskiego McDonnell XP-67 Bat, który nie wyszedł jednak poza stadium prototypu oraz jednego z pierwszych pocisków przeciwokrętowych McDonnell LBD-1 Gargoyle. Koniec wojny zastopował rozwój przedsiębiorstwa, nie trzeba było jednak długo czekać na nowy konflikt, wojnę w Korei, która uczyniła McDonnella jednym z głównych dostawców samolotów dla US Navy. Jeszcze w latach II wojny, w 1943, rozpoczęto projektowanie samolotu McDonnell FH-1 Phantom, który był pierwszym amerykańskim samolotem pokładowym z napędem odrzutowym, wykorzystywanym przez marynarkę. W samolocie tym z powodzeniem zastosowano układ silników umieszczonych w skrzydłach obok centralnej, dolnej części kadłuba, z dyszami wylotowymi wysuniętymi poza płaty skrzydeł. Rozwiązanie to i jego warianty stało się niejako znakiem firmowym McDonnella i z sukcesem zostało zastosowane w kolejnych samolotach przedsiębiorstwa: McDonnell F2H Banshee, McDonnell F3H Demon, McDonnell F-101 Voodoo i maszynie McDonnell Douglas F-4 Phantom II. W 1946 do przedsiębiorstwa dołączył David Sloan Lewis jr., który stał się ojcem późniejszego sukcesu najliczniej produkowanego samolot bojowego Stanów Zjednoczonych, F-4 Phantom II. Poza samolotami przedsiębiorstwo zajmowało się również produkcją pocisków rakietowych, m.in. pionierskiego LBD-1 oraz McDonnell ADM-20 Quail, który służył jako imitator pocisków manewrujących, wykorzystywany do zmylenia nieprzyjacielskiej obrony przeciwlotniczej. McDonnell Aircraft uczestniczyły także w programach eksploracji przestrzeni kosmicznej NASA, budując kapsuły załogowe, wykorzystywane w programach Mercury i Gemini.

## Produkty
- McDonnell TD2D/KDD/KDH Katydid(inne języki) – latający cel z napędem odrzutowym zaprojektowany w 1942
- McDonnell XP-67 Bat – eksperymentalny myśliwiec dalekiego zasięgu
- McDonnell FH-1 Phantom – odrzutowy myśliwiec pokładowy
- McDonnell F2H Banshee – odrzutowy myśliwiec pokładowy
- McDonnell XF-85 Goblin – eksperymentalny myśliwiec
- McDonnell XF-88 Voodoo – eksperymentalny myśliwiec
- McDonnell F3H Demon – odrzutowy myśliwiec pokładowy
- McDonnell F-101 Voodoo – myśliwsko-szturmowy samolot dalekiego zasięgu
- McDonnell Douglas F-4 Phantom II – wielozadaniowy samolot bojowy US Navy i US Air Force
- McDonnell 119/220 – samolot pasażerski
- McDonnell XV-1(inne języki) – eksperymentalny śmigłowiec
- XH-20 Little Henry(inne języki) – eksperymentalny śmigłowiec
- XHJD-1 Whirlaway(inne języki) – eksperymentalny śmigłowiec
- Model 120 – eksperymentalny śmigłowiec
- Program Mercury – kapsuła załogowa
- Program Gemini – kapsuła załogowa
- ASSET(inne języki) – eksperymentalny bezzałogowy pojazd kosmiczny